# Acacia saligna
Acacia saligna là một loài thực vật có hoa trong họ Đậu. Loài này được (Labill.) Wendl. miêu tả khoa học đầu tiên.

## Hình ảnh

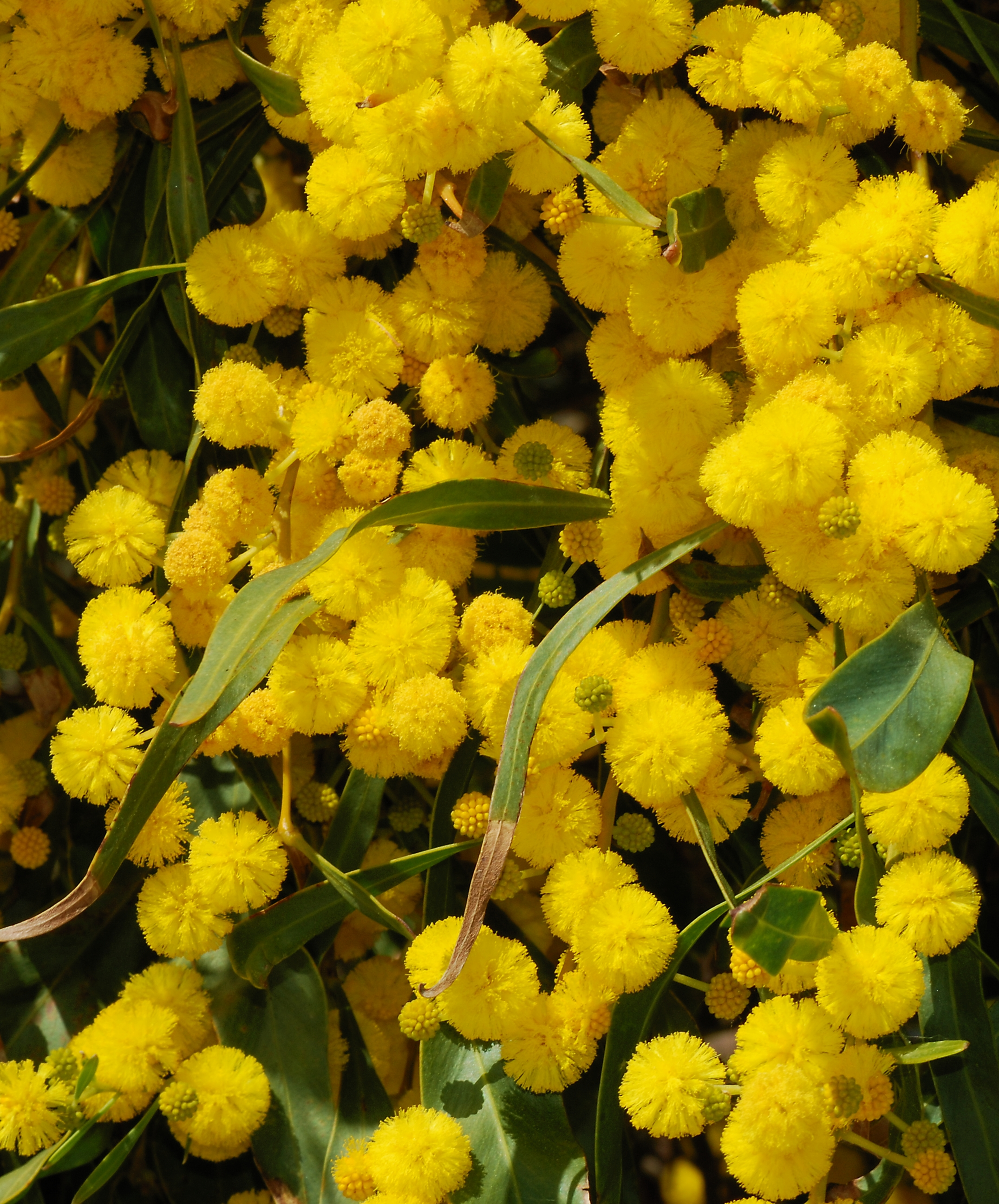
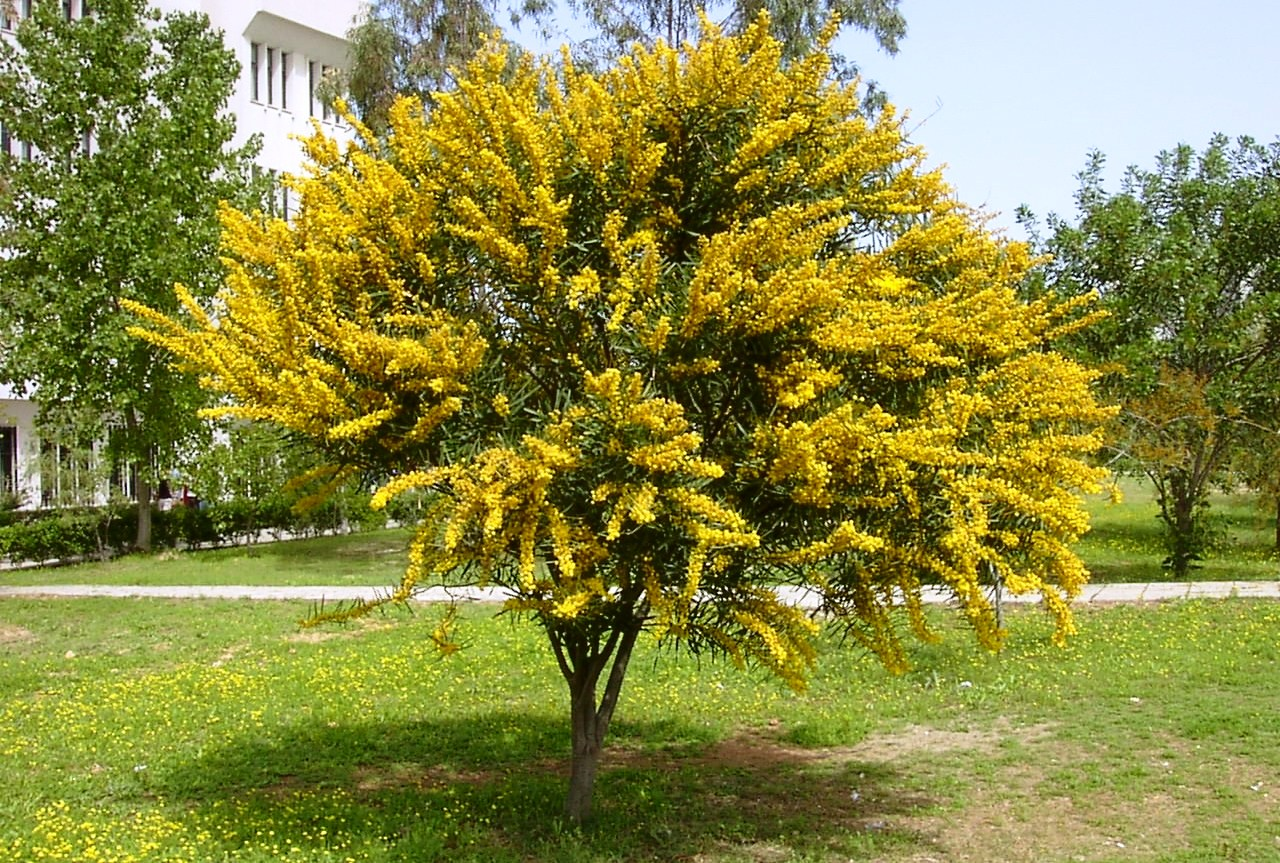
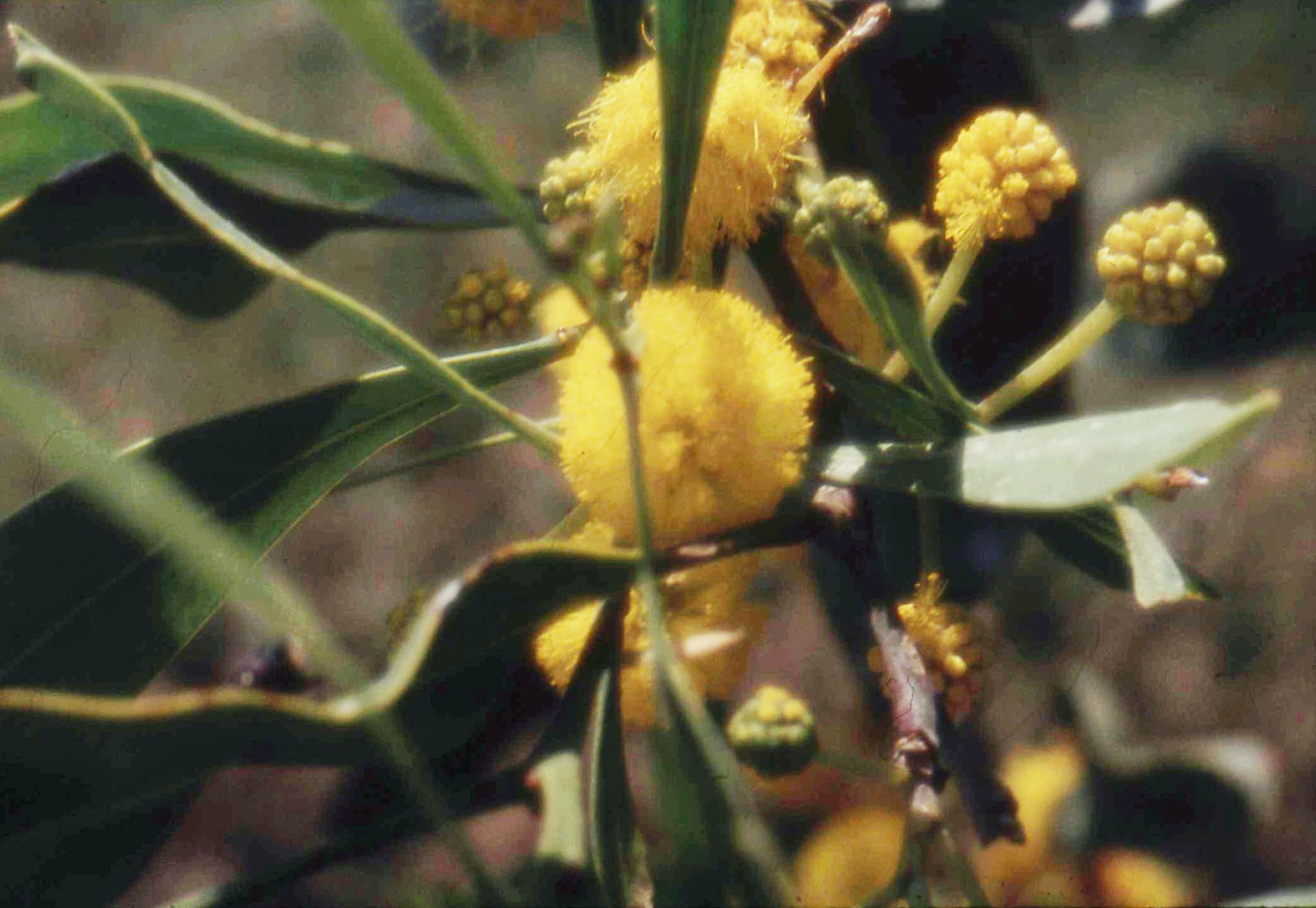
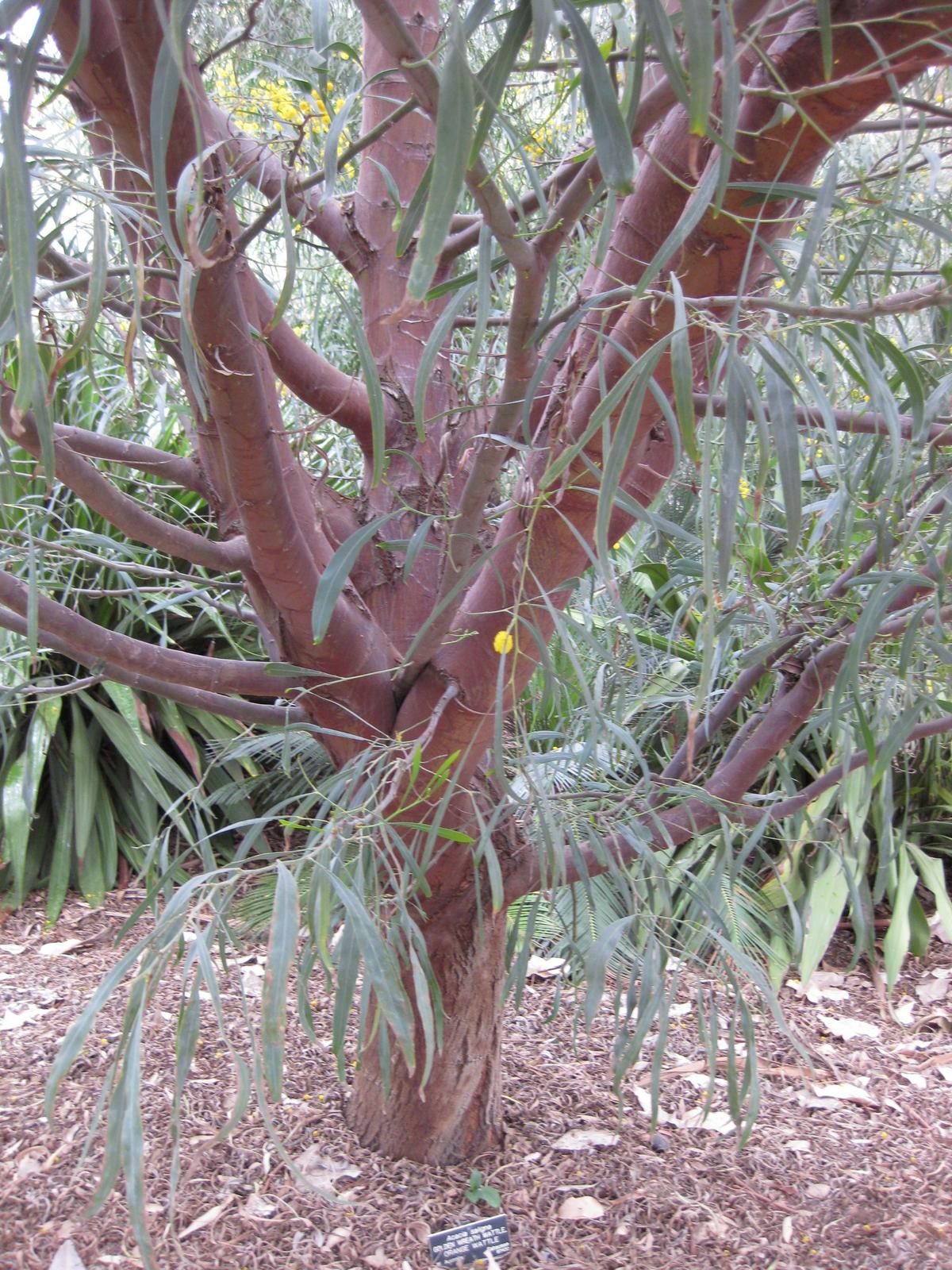